# David Mendes da Silva
David Mendes da Silva (Róterdam, Holanda Meridional; 4 de agosto de 1982) es un futbolista neerlandés de origen caboverdiano. Debutó en el Sparta Rotterdam y además ha jugado en el Ajax Ámsterdam, NAC Breda y AZ Alkmaar.

## Biografía
Su nombre, Mendes da Silva, es un típico nombre familiar del lenguaje portugués. Tiene ascendencia de Cabo Verde.
Su debut lo hizo en el Sparta Rotterdam con el que jugó 117 encuentros en los que anotó 8 goles. En 2002 estuvo un año cedido en el Ajax y fue fichado por el NAC Breda en verano de 2004, en cuyo equipo estuvo dos años en los que anotó 5 goles en 56 partidos disputados en la Eredivisie. Firmó por cuatro años de contrato pero después de los dos primeros firmó un nuevo contrato con el AZ Alkmaar por cinco años. Intento forzar su marcha al F.C. Barcelona, pero estos negaron cualquier interés por este jugador.

## Selección nacional
Hizo su debut internación con la selección de fútbol de los Países Bajos el 7 de febrero de 2007. También jugó en la selección sub-20 en la Copa Mundial de Fútbol Juvenil de 2001, en la cual perdió en los cuartos de final ante la selección de Egipto.

### Participaciones en Copas del Mundo
| Mundial                               | Sede      | Resultado        |
| ------------------------------------- | --------- | ---------------- |
| Copa Mundial de Fútbol Sub-20 de 2001 | Argentina | Cuartos de final |

## Estadísticas
| Temporada | Club             | Competición | Partidos | Goles |
| --------- | ---------------- | ----------- | -------- | ----- |
| 1999/00   | Sparta Rotterdam | Eredivisie  | 4        | 0     |
| 2000/01   | Sparta Rotterdam | Eredivisie  | 33       | 1     |
| 2001/02   | Sparta Rotterdam | Eredivisie  | 27       | 1     |
| 2002/03   | Ajax Ámsterdam   | Eredivisie  | 0        | 0     |
| 2002/03   | Sparta Rotterdam | Eredivisie  | 17       | 2     |
| 2003/04   | Sparta Rotterdam | Eredivisie  | 36       | 4     |
| 2004/05   | NAC Breda        | Eredivisie  | 30       | 3     |
| 2005/06   | NAC Breda        | Eredivisie  | 26       | 2     |
| 2006/07   | AZ Alkmaar       | Eredivisie  | 24       | 4     |
| Total     | Total            | Total       | 197      | 17    |

- Datos: Q696440
- Multimedia: David Mendes da Silva / Q696440